# Civilization Revolution
Civilization Revolution (nome completo Sid Meier's Civilization Revolution) è un videogioco della serie di Civilization. La serie è stata creata da Sid Meier per Microsoft Windows, ma questo capitolo è solo per console e dispositivi mobili: Xbox 360, PlayStation 3, iOS (agosto 2009) e Windows Phone (aprile 2012).

## Modalità di gioco
Il gioco è simile a Civilization IV, con la sola differenza che in certi compiti il gioco è più complicato. In questo videogioco strategico bisogna portare una nazione (fra le 16 presenti) dall'età della pietra all'era spaziale cercando di ottenere o una vittoria per dominazione (conquistare tutte le capitali nemiche) o una vittoria culturale (ottenere/costruire personaggi famosi/meraviglie) o una vittoria economica (ottenere 20'000 pezzi d'oro) o una vittoria tecnologica (mandare una propria colonia a bordo di un'astronave fino ad Alpha Centauri).
Il mondo è ad ogni partita diverso dal precedente e il giocatore deve esplorarlo. Il gioco prosegue a turni, il che vuol dire che il giocatore ha tutto il tempo che gli serve per pensare alla strategia giusta. Il totale di partite vincenti che si possono giocare ottenendo un emblema dorato è di 3200 il che rende praticamente "infinito" il gioco.

## Nazioni disponibili
Ogni civiltà parte con un vantaggio iniziale, quattro bonus speciali (uno per ogni epoca, ovvero Antichità, Medioevo, Industriale e Moderna) e un certo numero di unità uniche.
| Nazione     | Leader                     | Vantaggio iniziale                          | Bonus speciali | Unità uniche                                                                        |
| ----------- | -------------------------- | ------------------------------------------- | --- | ----------------------------------------------------------------------------------- |
| Inghilterra | Elisabetta I d'Inghilterra | Tecnologia: Monarchia                       | - +1 Difesa per Arciere con Arco Lungo - +1 Forza per le unità navali - +1 Produzione dalle colline - Supporto navale raddoppiato            | - Arciere con Arco Lungo - Bombardiere Lancaster - Caccia Spitfire                  |
| Giappone    | Tokugawa Ieyasu            | Tecnologia: Sepoltura Cerimoniale           | - +1 Cibo dalle regioni marittime - +1 Attacco per Cavaliere Samurai - Città immuni dall'Anarchia - Le nuove unità difensive ricevono Lealtà | - Cavaliere Samurai - Picchiere Ashigaru - Bombardiere Val - Caccia Zero            |
| Aztechi     | Montezuma II               | Una certa somma di denaro                   | - Le unità guariscono quando combattono - +3 Scienza dai Templi - Prezzi dimezzati dalle Strade - +50% Produzione d'Oro                      | Guerriero Giaguaro                                                                  |
| Cina        | Mao Zedong                 | Tecnologia: Scrittura                       | - +1 Abitante nelle nuove città - Tecnologia: Istruzione - Costi Librerie dimezzati - Città immuni all'Anarchia                              | nessuna                                                                             |
| India       | Mohandas Gandhi            | Accesso a qualsiasi risorsa                 | - Città immuni all'Anarchia - Tecnologia: Religione - Costi dimezzati per Colono - Costi dimezzati per Tribunale                             | nessuna                                                                             |
| Mongolia    | Gengis Khan                | +50% commercio dalle città conquistate      | - I villaggi barbari diventano città - +1 Movimento per tutte le unità a cavallo - +2 Produzione dalle Montagne - Tecnologia: Comunismo      | Keshik                                                                              |
| Roma        | Giulio Cesare              | Repubblica e Codice di Leggi                | - Costi dimezzati per strade - Costi dimezzati per le meraviglie - Nuovo Grande Personaggio - +1 Abitante dalle nuove città                  | Catafratto                                                                          |
| Egitto      | Cleopatra                  | Meraviglia Antica                           | - +1 Cibo e Oro dai Deserti - Tecnologia: Irrigazione - +1 Movimento per Fucilieri - +50% Oro dalle carovane                                 | nessuna                                                                             |
| Francia     | Napoleone Bonaparte        | Cattedrale                                  | - Tecnologia: Ceramica - Costi dimezzati per Strade - +2 Attacco per Cannoni - +1 Movimento per Fucilieri                                    | - Trabocco - Obice                                                                  |
| Arabia      | Saladino                   | Tecnologia: Religione                       | - +50% Oro dalle carovane - Tecnologia: Matematica - +1 Attacco per Cavalleria e Cavalieri - 2% interesse sulle riserve d'Oro                | Arciere su cammello (assente per Xbox360)                                           |
| Grecia      | Alessandro Magno           | Tribunale                                   | - Tecnologia: Democrazia - Nuovo Grande Personaggio - Costi dimezzati per Librerie - +1 Cibo dalle regioni marittime                         | - Trireme - Oplita                                                                  |
| Spagna      | Isabella I di Castiglia    | Tecnologia: Navigazione                     | - Oro raddoppiato dalle esplorazioni - +1 Forza alle unità navali - +50% Produzione in Oro - +1 Produzione dalle Colline                     | Conquistador                                                                        |
| Germania    | Otto von Bismarck          | Aggiornamenti automatici per le unità elite | - I nuovi guerrieri sono Veterani - +1 Produzione dalle Foreste - Costi dimezzati per Caserme - 2% interesse sulle riserve d'Oro             | - Carro Armato Panzer - Contraerea 8,8 cm FlaK - Bombardiere Heinkel - Caccia ME109 |
| Zulu        | Shaka                      | Promozione Soverchiamento per le unità      | - +1 Movimento per Guerrieri - Crescita demografica accelerata - +50% Produzione d'Oro - Costi dimezzati per Fucilieri                       | Guerriero Impi                                                                      |
| Russia      | Caterina II di Russia      | Aree circostanti esplorate                  | - +1 Cibo dalle Pianure - Le nuove unità difensive ricevono Lealtà - Costi dimezzati per Fucilieri - Costi dimezzati per Spie                | - Cavaliere Cosacco - Carro Armato T34                                              |
| America     | Abraham Lincoln            | Grande Personaggio gratuito                 | - 2% interesse sulle riserve d'Oro - Produzione unità accelerata a metà prezzo - +1 Cibo dalle Pianure - Tripla Produzione dalle Fabbriche   | - Carro armato Sherman - Fortezza Volante (Bombardiere) - Caccia Mustang            |

## Accoglienza
La rivista Play Generation lo classificò come il terzo miglior gioco di strategia del 2008.

## Premi
Il videogioco è stato premiato al BATFA come migliore videogioco strategico del 2009.